# Susanna Al-Hassan
Susanna Al-Hassan, född 1927, död 1997, var en ghanansk politiker. 
Hon satt i parlamentet 1960–1966, och var minister för sociala frågor och kommunalutveckling 1963–1966. Hon var den första kvinnliga ministern i Ghana och Afrika. 